# Gare de Neuville-Nord
La gare de Neuville (Nord) est une ancienne gare ferroviaire belge de la ligne 132 de Charleroi à Treignes (frontière) (ex-ligne 136B), située à Neuville, section de la ville de Philippeville dans la Province de Namur en Région wallonne.

## Situation ferroviaire
La gare de Neuville (Nord) était située au point kilométrique (pk) 5 de la ligne 136B, de Y Froidmont à Senzeilles entre les gares de Philippeville et de Senzeilles. Depuis 1970, cette section est reclassée comme ligne 132N, de Walcourt à Neuville-Sud et Neuville-Nord se trouve entre la gare, rouverte, de Philippeville et le point d'arrêt, fermé en 1965, de Neuville-Sud.

## Histoire
La ligne internationale de Charleroy à Vireux-sur-Meuse, construite par la Société du chemin de fer de l'Entre-Sambre-et-Meuse (future composante du Grand central belge), est mise en service de 1848 à 1854. Elle ne passe alors pas par l'arrondissement de Philippeville mais préfère suivre la vallée de l'eau d'heure, via Cerfontaine. Elle dispose de plusieurs embranchements, alors en impasse, dont une ligne de Walcourt à Florennes-Sud sur laquelle s'embranche une ligne vers la première gare de Philippeville.
Après avoir racheté le Grand Central Belge en 1897, l’État belge met en œuvre le prolongement cette ligne 136B, de Philippeville (grâce à un tunnel) à Senzeilles, sur la ligne de Charleroi à Vireux, avec une jonction en direction de Cerfontaine. Les travaux prennent fin le 1er mai 1908 ; la nouvelle gare de Philippeville et la halte de Neuville-Nord, administrée depuis cette dernière station, entrent en service ce même jour
Cette halte est nommée « Neuville (Nord) » en raison de l'existence du point d'arrêt de Neuville-Sud (de 1877 à 1965).
D'abord dotée d'une seule voie, elle apparaît sur d'autres photographies avec une seconde voie à quai.
Le 17 octobre 1954, la SNCB met fin à la desserte voyageurs sur la ligne 136B ; remise à simple voie, elle ne voit plus passer que quelques trains de marchandises entre Senzeilles et Philippeville, le reste de la ligne étant démantelé.
La construction d'un barrage sur l'Eau d'Heure va changer la donne puisque la ligne 132, encore exploitée, sera en partie inondée par les lacs de l'Eau d'Heure. La SNCB choisit de rouvrir les lignes 136 et 136B, reliées entre-elles par de nouvelles courbes et renommées ligne 132N. Au sud de Neuville-Nord, la voie continue par une nouvelle courbe et rejoint la ligne vers Mariembourg non loin de Neuville-Sud.
Les premiers trains de voyageurs circulent sur ce nouveau tracé le 31 août 1970 et marquent à nouveau l'arrêt à Neuville-Nord, rebaptisé Neuville. Cette réouverture sera toutefois de courte durée ; l’arrêt Neuville étant supprimé le 23 mai 1982.
Le bâtiment voyageurs, reconverti en logements et en garages, voit désormais passer les trains sans arrêt entre Philippeville et Mariembourg.

## Patrimoine ferroviaire
Le bâtiment des recettes appartient au plan type 1893. Il était identique à celui de la gare de Senzeilles construit au même moment et démoli vers 1970.
Contrairement à celui de la nouvelle gare de Philippeville, du même type, sa façade est dévolue de tout ornementation (avec une simple façade en briques nues) hormis la présence de petits arcs de décharge au-dessus des linteaux de pierre. Plusieurs fenêtres sont absentes côté rue. Comme à Senzeille, l'aile principale, disposée à gauche du corps central, possède quatre percements de grande taille (portes et fenêtres) et deux petites fenêtres hautes au niveau de la partie réservée aux marchandises, accessible par  une porte au mur-pignon surmontée d'un œil-de-bœuf éclairant les combles. Les nouveaux propriétaires ont transformé cette aile en habitation et créé deux garages dans l'aile de service en « L ».